# Jacob Guerne
Pour les articles homonymes, voir Guerne.

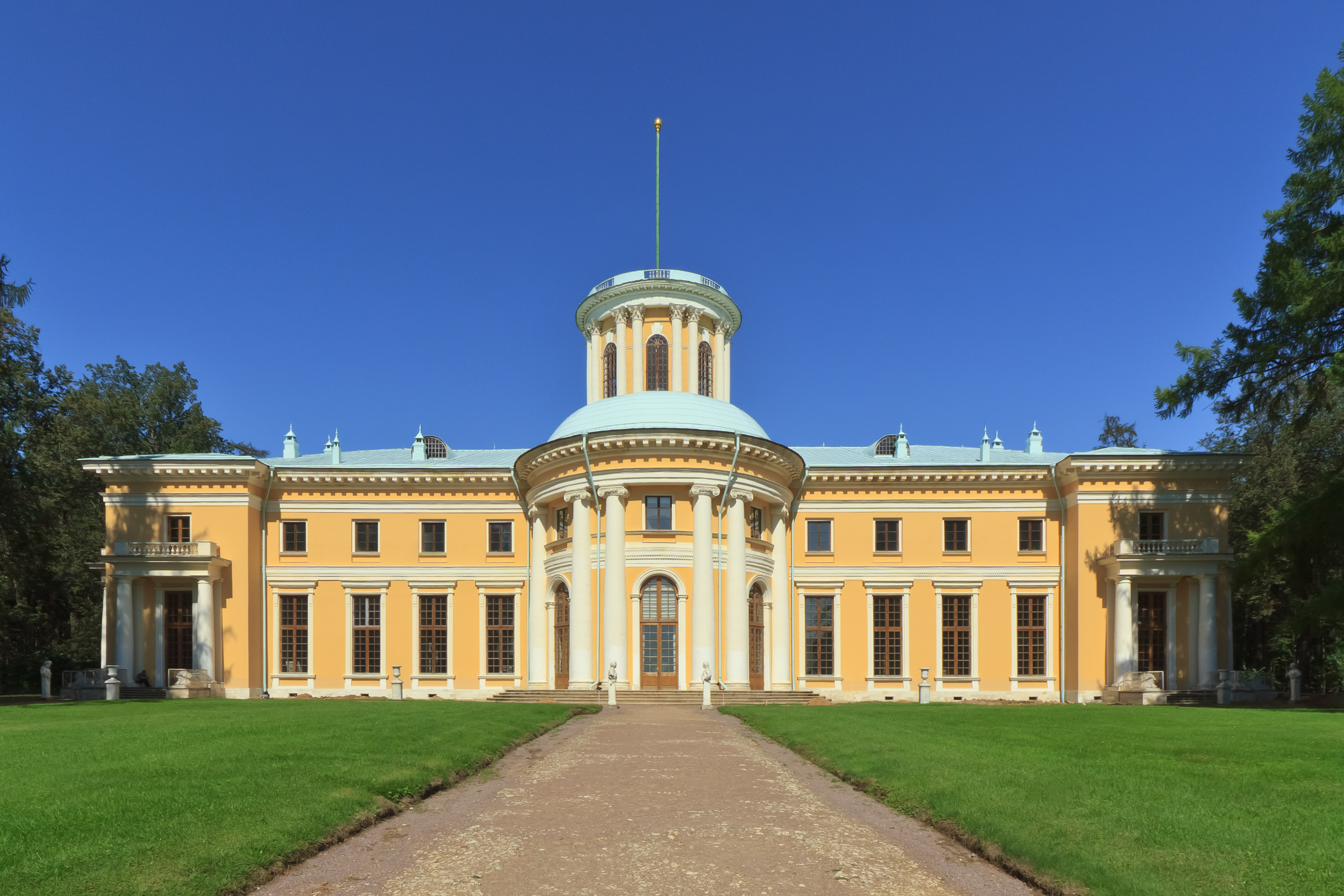
Palais Galitzine d'Arkhangelskoïe. Façade sur le parc.

Jacques Jacob Guerne est un architecte français du XVIIIe siècle né à Paris en 1748. Élève de Moreau-Desproux, lauréat du Prix de Rome en 1769, il fut actif à Paris jusqu'à la Révolution française, construisant notamment les hôtels de Venise et de Vannes sur le Boulevard. Il émigra ensuite en Russie où il se mit au service du tsar Paul Ier et laissa son œuvre la plus célèbre, le Palais Galitzine d'Arkhangelskoïe. Il est mort le 18 floréal an V de la République (7 mai 1797), à Paris, rue de Bondy

## Biographie
Né dans une famille calviniste, fils d'Abraham Guerne, charpentier de la ville de Paris, et de Marie Dubut, Jacques Jacob Guerne étudia sous la direction de Moreau-Desproux et remporta à l'Académie royale d'architecture le prix d'émulation de décembre 1765 avec pour sujet « une salle de bal ». Blondel appréciait ses aptitudes mais le jugeait trop sûr de lui (« assez prévenu en sa faveur »).
Il monta quatre fois en loge pour le Prix de Rome qu'il finit par remporter en 1769 avec pour sujet « une fête publique dont le sujet sera le temple de l'Hymen pour le mariage d'un souverain », thème suggéré par le mariage imminent du Dauphin avec Marie-Antoinette d'Autriche.
En raison de sa religion, il ne pouvait manquer de se voir refuser le brevet lui permettant de devenir pensionnaire de l'Académie de France à Rome. Pour ne pas compromettre son père, qui travaillait alors à la charpente de l'Opéra royal du château de Versailles, il ne le sollicita pas et partit à ses frais en Italie. Il voyagea avec Jean-Philippe Lemoine de Couzon, étudiant les monuments antiques, et retrouva ses camarades au Palais Mancini où il dessina avec eux d'après des modèles vivants. Dans le cercle palladianisant de Jean-Arnaud Raymond, il fit la connaissance de Giacomo Quarenghi qui le précéda en Russie.
De retour à Paris, il fut nommé inspecteur des Bâtiments de la Ville en novembre 1773, aux appointements de 1800 livres. Dans le service dirigé par son professeur Moreau-Desproux, il avait pour collègues Peyre l'Aîné, Marquis et Baraguay.
En 1769, son père avait acquis de la ville un terrain limité par le magasin de l'Opéra, la rue de Bondy et le nouveau boulevard Saint-Martin, qui prit en 1781 le nom de boulevard de l'Opéra. Jacob Guerne y édifia un premier hôtel à cour octogonale qui fut pris à bail par l'ambassadeur de Venise, Daniele Dolfin. L'architecte fit état de cette réalisation lors de sa première candidature à l'Académie en novembre 1777.
Le 10 mai 1777, un arrêt du Conseil autorisa la ville à céder aux Guerne un second terrain sur lequel ils bâtirent un hôtel destiné à l'échevin Jolivet de Vannes. Cette maison, ornée d'un ordre ionique sur le Boulevard, a été gravée par Janinet d'après Durand.
L'édit de tolérance de 1787 favorisa l'activité de Guerne. Il embellit le chœur gothique de la Cathédrale Notre-Dame de Senlis pour lequel la statue de saint Rieul fut commandée à Jean Guillaume Moitte (décor détruit sous la Révolution française). Devant l'Académie, Sedaine présenta son projet de décoration de la Cathédrale Notre-Dame de Laon. En mars 1792, un même scrutin porta Ledoux dans la première classe de l'Académie royale d'architecture et Guerne est proposé au roi dans la lise des trois architectes pour la seconde classe, mais le roi a choisi Jean-Augustin Renard, puis la compagnie a été dissoute en 1793.
Jacob Guerne et sa femme possédaient en Suisse, sur le lac de Bienne, une maison nommée Rockhall où ils passèrent l'hiver 1790-1791. Réputé suspect car il possédait des intérêts dans une manufacture de fusils, Guerne choisit prudemment d'émigrer. Les deux hôtels du boulevard de l'Opéra furent saisis comme biens nationaux. Par décret du 5 floréal an II (24 avril 1794), la Convention décida de bâtir sur leur emplacement les Arènes du peuple. Mais le concours d'architecture, dont le lauréat fut Lahure, démontra que le terrain était trop exigu pour un programme aussi ambitieux. Les hôtels de Venise et de Vannes furent transformés en immeubles de rapport.
Guerne poursuivit sa carrière en Russie, au service du tsar Paul Ier, qui l'anoblit. Son œuvre la plus célèbre est le Palais Galitzine d'Arkhangelskoïe, situé dans un parc à une vingtaine de kilomètres à l'ouest de Moscou. « C'est une construction fastueuse couronnée par la rotonde d'un tempietto d'où la vue s'étend vers la vallée de la Moskova. Après Guerne, l'intérieur a été remanié et les dépendances amplifiées par l'architecte Melnikov pour la famille Youssoupof. » On connaît moins bien ses travaux à Saint-Michel, à Gatchina et à Pavlovsk. Il fut, à l'instar de Charles De Wailly, l'un des agents de l'influence française en Russie dans le domaine de l'architecture.
Il est mort à Paris, le 7 mai 1797, dans sa maison rue de Bondy, sans héritier car sa maison est mise en vente par ses héritiers en 1799. Cette maison avait été construite sur le terrain acquis par son père en 1769 .